# Vert antique

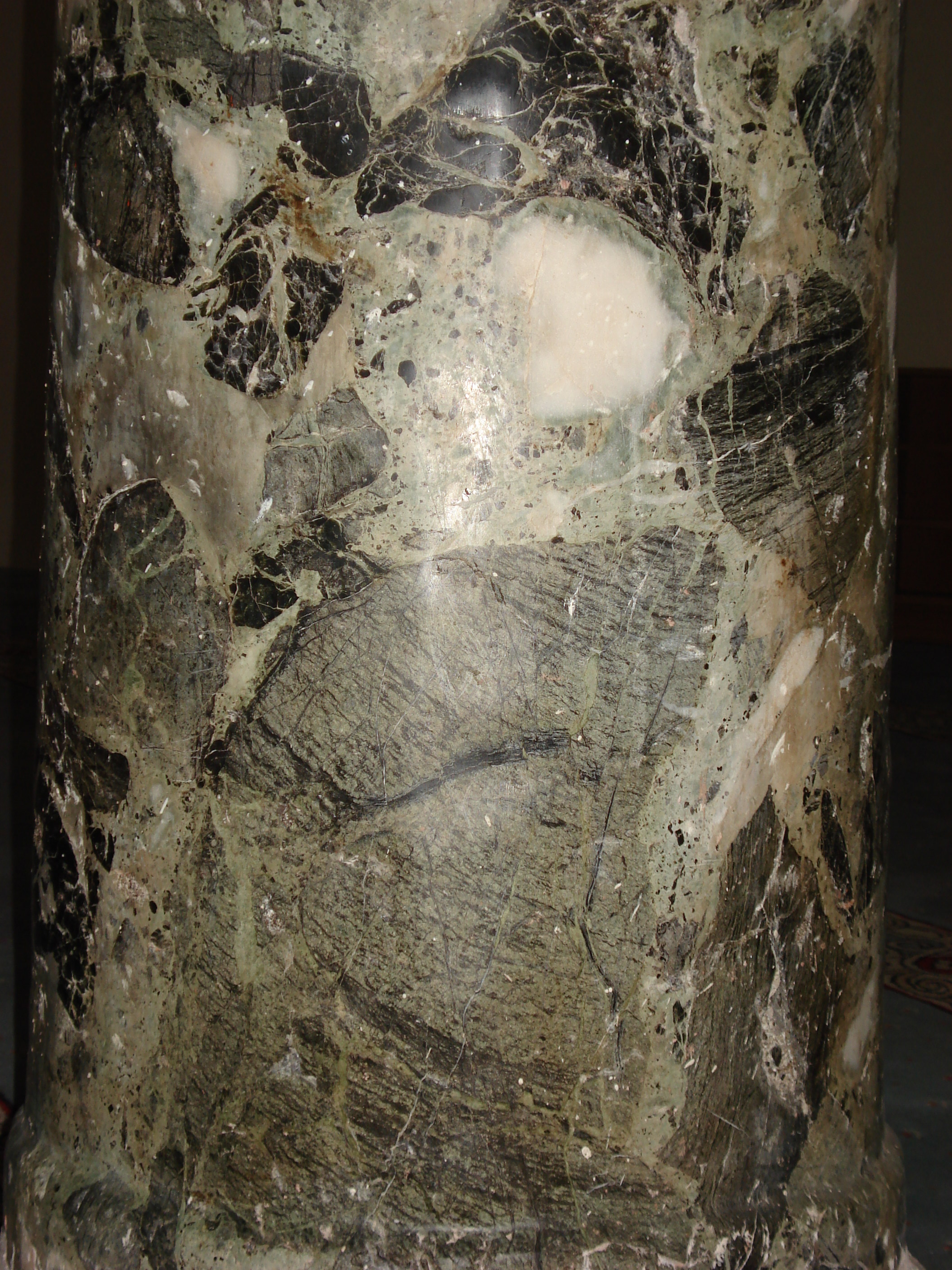
Détail d'une colonne vert antique dans l'église des Saints Serge et Bacchus (maintenant la Küçuk Ayasofya Camii) à Istanbul, Turquie (527-536). Vert antique

Vert antique (en italien antico verde, « vert antique »), ou vert d'Égypte, est une brèche serpentinique, populaire depuis l'Antiquité comme une pierre  décorative. C'est un vert foncé, terne, blanc-mouchetés (ou blanc-à) serpentine, mélangés avec calcite, dolomie ou  magnésite. Il est parfois classé à tort comme une variété de marbre (« marbre serpentine », « marbre Connemara », « Pierre Moriah », etc.). Il a également été commercialisé comme « ophicalcite » ou « ophite ».
Le Vert antique est utilisé comme le marbre, en particulier dans la décoration intérieure et, parfois, comme décoration en plein air, bien que les masses sont fréquemment coudés et souvent seulement de petites dalles peuvent être sécurisées. Il était connu comme atracius lapis pour les anciens romains et a été extrait des carrières en particulier  sur les côtes de Gênes (Vert de Gênes) ou de France (Pyrénées), à Casambala, près de Larissa, Thessalie, en Grèce ou à Ouadi Hammamat. Le terme « vert antique » a été employé dans les textes anglais plus tôt en 1745.
Des variétés d'un serpentinite très similaire, parfois appelé « vert antique », ont été extraites de Victorville, Comté de San Bernardino, à Cardiff, Comté de Harford et au Comté de Lamoille.

## Citations
- Littré : « Vert antique ou vert d'Égypte, se dit d'un marbre précieux qu'employaient quelquefois les anciens et qui est devenu fort rare  »
- Buffon : «  Les environs de Carrare fournissent aussi deux sortes de marbres verts : l'une, que l'on nomme improprement vert d'Égypte, est d'un vert foncé, avec quelques taches de blanc et de gris de lin; l'autre, que l'on nomme vert de mer, est d'une couleur plus claire, mêlée de veines blanches »
- «  La quatrième est une chambre ornée dans ses portes et dans ses fenêtres de marbre vert, brun & rouge, avec des taches & veines d'un vert de la couleur des Emeraudes. Les Ouvriers l'appellent vert d'Égypte, quoiqu'il soit aussi tiré des Pyrénées. Les lambris & embrasures sont de marbre blanc rempli par compartiments d'un autre marbre d'Égypte, mais plus rougeâtre, d'un autre marbre noir & blanc, &: d'un beau marbre d'Agathe qui vient de Serancolin & du côte des Pyrénées  » (description du Château de Versailles, XVIIIe s).